# Тувана Тюркай
Тувана Тюркай (*3 жовтня 1990) — турецька акторка, співачка, авторка пісень, композиторка, письменниця кримськотатарського походження.

## Життєпис
Народилася 3 жовтня 1990 року в Ускюдарі, Стамбул, Туреччина. Має кримськотатарське коріння. Навчалася в Бейкентському університеті на факультеті радіо, телебачення та кіно.
Її старша сестра, Катрі Тюркай, також є моделлю та акторкою.

## Фільмографія

### Фільми
| Фільми   | Фільми                              | Фільми        | Фільми       |
| -------- | ----------------------------------- | ------------- | ------------ |
| рік      | виробництво                         | роль          | Примітки     |
| 2013 рік | Ексік Сайфалар                      | Айшегюль      | Головна роль |
| 2015 рік | Ен Гюзелі                           | Гізем         | Головна роль |
| 2015 рік | Гюверчин Учуверді                   | Сема Ташкін   | Головна роль |
| 2015 рік | Bizans Oyunları (Game of Byzantine) | Айчорек Хатун | Головна роль |
| 2016 рік | Somuncu Baba Aşkın Sırrı            | Неджміє       | Головна роль |
| 2016 рік | Sen Sağ Ben Selamet                 |               | Головна роль |
| 2017 рік | Оланлар Олду                        | Аслі          | Головна роль |
| 2017 рік | Бір Нефес Єтер                      | Нефес         | Головна роль |
| 2020 рік | Ağır Romantik                       | Аслі Егелі    | Головна роль |
| 2023 рік | Murat Göğebakan: Kalbim Yaralı      | Сема Бекмез   | Головна роль |

### Телебачення
| телебачення              | телебачення                   | телебачення              | телебачення    |
| ------------------------ | ----------------------------- | ------------------------ | -------------- |
| рік                      | виробництво                   | роль                     | Примітки       |
| 2009 рік                 | Ayrılık                       | Кевок                    | Головна роль   |
| 2010 рік                 | Nakş-ı Dil Sultan             | Накшиділ Султан          | Головна роль   |
| 2010–2012 роки           | Єр Гьок Ашк                   | Баде Палалі Ханчіоглу    | Головна роль   |
| 2014 рік                 | Кара Пара Ашк                 | Бахар Чінар              | Головна роль   |
| 2016 рік                 | Оюнбозан                      | Ece                      | Головна роль   |
| 2017 рік                 | Делі Гьонюль                  | Фатманур                 | Головна роль   |
| 2017–2018 роки           | Kızlarım İçin                 | Кумру                    | Головна роль   |
| 2019–2020 роки           | Ясак Ельма                    | Лейла                    | Допоміжна роль |
| 2021 рік                 | Kağıt Ev                      | Азра                     | Головна роль   |
| 2021–2022 роки           | Çember                        | Комісар Зейнеп Устюніпек | Головна роль   |
| 2023-2024 роки           | Кудус Фатіхі Селахаддін Ейюбі | Вікторія                 | Головна роль   |
| 2024 — по теперішній час | Teşkilat                      | Кейт                     | Допоміжна роль |

## Дискографія
Сингли
- «Yalan De» (2019)[6]
- «Ah Aşk» (2021)
- «Гецелер» (2022)

## Книги
- İkimiz de Beni Seviyoruz, Artemis Publishing (2020)[7]